# Hammer of God
Hammer of God è un album in studio del gruppo musicale Mortification, pubblicato nel 1999 dalla Metal Blade Records.

## Tracce
1. Metal Crusade – 7:15
2. Martyrs – 5:27
3. Lock Up the Night – 3:30
4. In the Woods – 2:57
5. A Pearl – 6:15
6. Hammer of God – 3:44
7. Liberal Mediocrity – 3:48
8. Extreme Conditions – 3:56
9. Ride the Light – 3:20
10. D.W.A.M. – 1:59

## Formazione
- Steve Rowe - voce, basso
- Lincoln Bowen - chitarra
- Keith Bannister - batteria